# Noah Crawford
Noah Caleb Crawford (Oklahoma City, 13 oktober 1994) is een Amerikaans acteur en zanger.

## Biografie
Crawford werd geboren in Oklahoma City in een gezin van vijf kinderen. Op vijfjarige leeftijd begon hij met het nemen van acteerlessen.
Crawford begon in 2006 als jeugdacteur met acteren in de film Abe & Bruno, waarna hij nog meerdere rollen speelde in films en televisieseries. Hij is vooral bekend van zijn rol als jeugdige Earl in de televisieserie My Name Is Earl (2005-2009) en van zijn rol als Nelson Baxter in de televisieserie How to Rock (2012). Voor zijn rol in My Name Is Earl werd hij in 2007 genomineerd voor een Young Artist Awards in de categorie Beste Optreden door een Jeugdige Acteur in een Televisieserie.

## Filmografie

### Films
Uitgezonderd korte films.
- 2018 The End of the World As We Know It - als Kevin
- 2018 Run for Your Life - als Noam
- 2013 Swindle - als Griffin Bing
- 2010 Trust - als Tyler Martel
- 2010 The Killer Inside Me - als Mike (15 jaar oud)
- 2009 Land of the Lost - als tiener
- 2008 Next Avengers: Heroes of Tomorrow - als James (stem)
- 2008 Happy Holidays - als jeugdige Kirby
- 2007 Locker 514 - als Spencer
- 2006 Abe & Bruno - als Shawn

### Televisieseries
Uitgezonderd eenmalige gastrollen.
- 2016-2019 Those Who Can't - als Joel - 4 afl.
- 2016 The Friendless Five - als Mercer - 5 afl.
- 2012 How to Rock - als Nelson Baxter - 25 afl.
- 2005-2009 My Name Is Earl - als jeugdige Earl - 21 afl.